# Associazioni Cristiane Lavoratori Italiani
Las Asociaciones cristianas de trabajadores italianos (Associazioni Cristiane dei Lavoratori Italiani, ACLI; alternativamente traducido como Sociedades de trabajadores cristianos italianos) es una asociación católica muy difundida en Italia. Su trabajo está basado en la enseñanza social católica.

## Historia
El ACLI fue fundada en 1944 como respuesta a la decisión de ciertos sindicalistas católicos de participar e  la fundación de la Confederación General italiana unitaria de Laboral (CGIL). En 1948 los dirigentes de ACLI contribuyeron a la fundación de la Confederación italiana de Trabajadores' Sindicalizados (CISL), una secesión cristiana de la CGIL, la cual tiene simpatías comunistas. El primer dirigente de la ACLI, Achille Grandi, era miembro del partido italiano denominado Democracia Cristiana de la Asamblea Constituyente.
Durante el liderazgo de Livio Labor (1961–1969), quién más tarde formaría un partido de izquierda llamado Movimiento Político de los Trabajadores (MPL) y llegó a ser senador elegido para el Partido Socialista italiano (PSI) en 1976, el ACLI rompió sus lazos con la Democracia Cristiana.
Con Emilio Gabaglio (1969–1972), quién propuso una "hipóthesis socialista", la ACLI viró a la izquierda. Gabaglio fue criticado por el partido de los trabajadores y el ACLI padeció la secesión del Movimiento Cristiano de los Trabajadores en 1970, amén de ser deplorada por el Papa Pablo VI en 1971.
Bajo Marino Carboni (1972–1976) la ACLI restableció su relación con la jerarquía católica y se alió con el  "colateralismo" de la Democracia Cristiana, sin aclarar si la DC abandonaba el comunismo o si la ACLI lo abrazaba.
La ACLI tuvo gran influencia en la política y sociedad italianas. La mayoría de sus dirigentes jugó una función activa en política. En 1994, cuándo la DC pasó por una crisis, mayorías de miembros de ACLI se unieron al partido de las Personas italianas (PPI), con las excepciones notables de Gabaglio y Franco Passuello (1994–1998), quién unió los cristianos Sociales (CS) y más tarde los Demócratas de la Izquierda (DS).
Giovanni Bianchi (1987–1994) era el presidente del PPI de 1994 a 1997. Más recientemente, Luigi Bobba (1998–2006) fue elegido senador para el Partido Democrático (PD), el partido nacido en 2007 con la unión al partido Democracia es Libertad (DL), con que el PPI estuvo fusionado en 2002, con el DS, mientras Andrea Olivero (2006–2013) era sucesivamente activo en Elección Cívica (SC), el Populares para Italia (PpI) y Democracia Solidaria (DemoS).

## Sexagésimo aniversario
Entre 2005 y 2006, la ACLI celebra su 60.º aniversario. El Papa Benedicto XVI, se dirigió a los dirigentes de las ACLI de la siguiente manera durante audiencia concedida en enero del 2006: "el hilo conductor de la celebración de vuestros 60 años ha sido el de reinterpretar estas "fidelidades" históricas valorando la cuarta entrega con la que el venerable Juan Pablo II os exhortó a ampliar los límites de vuestra acción social. Que este compromiso con el futuro de la humanidad esté siempre animado por la esperanza cristiana."

## Influencia en España
Se ha argumentado en el 2021 durante las conferencias sobre el archivo de Acción Católica en España que la fundación de la Hermandad Obrera de Acción Católica se modeló en la ACLI.

## Sucursales en Argentina
Existe una filial de la ACLI en María Selva, en la Argentina.

## Liderazgo
- Presidentes: Achille Grandi (1944–1945), Ferdinando Storchi (1945@–1954), Dino Penazzato (1954@–1960), Ugo Piazzi (1960–1961), Livio Labor (1961–1969), Emilio Gabaglio (1969–1972), Marino Carboni (1972–1976), Domenico Rosati (1976–1987), Giovanni Bianchi (1987–1994), Franco Passuello (1994–1998), Luigi Bobba (1998–2006), Andrea Olivero (2006–2013), Gianni Bottalico (2013–2016), Roberto Rossini (2016–presente)